# ليفودوبا
ليفودوبا(بالإنجليزية: Levodopa)‏ أو لي- دوبا (بالإنجليزية: L-DOPA)‏ وهو أحد الأدوية الرئيسية التي تستخدم في علاج مرض باركنسون، حيث يشارك اللِّيفودوبا والكاربيدوبا (Carbidopa) هما دواءان من طلائع الدوبامين (Dopamine Precursors)، والليفودوبا دواء غير فعال، خاصة بشأن مشاكل بطء الحركة، حيث تأثير هذا الدواء الفعال يكمن في أن الجسم يستطيع تحويله إلى دوبامين، وبالتالي تعالج مشاكل نقص الدوبامين مثل مرض باركنسون وخلل التوتر المستجيب للدوبامين.

## الاستعمالات
اللِّيفودوبا Levodopa يفيد في داء باركنسون، حيث يصبح الجسم قادراً على تحويل ليفودوبا إلى مادة دوبامين (Dopamine) الموجودة في الدماغ، والتي يسبب فقدانها أو تواجدها بكمية غير كافية مرض باركنسون، ولذلك ليفودوبا أثار توقعات كبيرة لتحسن ملحوظ للعوارض. يعطى الدواء على شكل أقراص من ثلاث إلى ست مرات باليوم مع الطعام.للبالغين يعطوا جرعة أولية 125 – 500 ملغم، مع زيادة الجرعة حتى تحقيق الفائدة القصوى الممكنة بواسطة الآثار الجانبية.
المشكلة الرئيسية هنا، أن ليفودوبا قد يتحول إلى دوبامين في أماكن غير الدماغ، وبالتالي عدم نفعه، بل وتسببه في ظهور أعراضه الجانبية المعروفة. إن تقدير ما يصل إلى الدماغ منه عادة هو من 1-5% فقط.
مشكلة استعمال دواء ليفودوبا هي أنه يحرض تثبيط ردود الفعل (feedback inhibition)وبالتالي يقلل من الإنتاج الطبيعي للدوبامين في الجسم. ولكي يحمي ليفودوبا من التحلل قبل الوصول إلى الدماغ، فإنه يخلط عادة مع مركب يدعى كاربيدوبا(carbidopa)، ويعطى مثل أقراص دواء (3)، واسمها التجاري هو سينميت (Sinemet)  أو قد يخلط مع بنسيرازيد (benserazide)ويسمى مادوبار(madopar).

## التأثيرات الجانبية
من أعراض ليفودوبا الجانبية هي: غثيان، قيء، دوار، دوخة، تغيير إيقاع نبضات القلب. وبعد استخدامه لفترة تظهر أعراض الإعياء، التشوش وحركات غريبة لا إرادية.
قد تظهر هذه الأعراض مباشرة قبل استحقاق الجرعة التالية من الدواء بقليل، لذلك يستحسن تغيير مواعيد الدواء من وقت لآخر لتفادي هذه الأعراض.
بعض المركبات تعمل عمل الدوبامين، ويمكن أن تحسن أداء الليفودوبا عندما تعطى في نفس الوقت. إعطاؤها مع الليفودوبا قد يسيء من أعراضه الجانبية، هذا غير أن له أعراضا جانبية بنفسه مثل الهلوسة والأرق؛ لذلك يجب توخي الحذر عند وصف هذه الأدوية.

## الفعالية
أثبت أنه بالرغم من كون ليفودوبا علاجا ناجعا، ولكنه يسبب آثارا جانبية صعبة: غثيان، دوخة ونبضات قلب. أيضا عندما يتم العلاج خلال زيادة تدريجية بالجرعة، كان من الصعب موازنة فائدة الدواء مقابل آثاره الجانبية. الأمر الذي صعب العلاج أكثر، وكانت الحاجة المستمرة لتكبير الجرعة.
بداية فعالية الدواء خلال 30 دقيقة. من المفروض مرور 2 - 6 أشهر حتى يتم الشعور بتأثير الدواء بكامله.ومدة الفعالية من إلى 12 ساعة.